# Řež (počítačová hra)
Řež je česká freeware FPS akční arkádová střílečka vydaná v říjnu roku 2004 vývojářským studiem Albisoft. Ve hře je celkem 7 různých úrovní (dělených na 14 částí), ve kterých se hráč setká s 14 druhy nepřátel a civilistů (od vojáků s brokovnicí, přes vojáky v neprůstřelných vestách po vozíčkáře nebo roboty, které hráč potká v poslední misi). Na výběr je ze tří obtížností.

## Popis kol
Cílem v každé úrovni je zabít nadpoloviční množství nepřátel a dojít až na konec mapy, kde hráč vstoupí do zářivého světla, které ho pošle do další mise. Za každou misi dostane hráč kredity, za které si můžete kupovat další vylepšení jako jsou lepší zbraně, koupit si více zdraví nebo třeba nějakou dovednost. Aby hráč získal co nejvíce bodů, musí sesbírat co nejvíce pytlíků s kredity, zabít co nejvíce protivníků a proběhnout trať v co nejmenším čase a pokud možno s co největším zdravím.

## Zbraně
- Pistole – základní zbraň s nízkou kadencí
- Plamenomet
- Brokovnice
- UZI
- Bazuka – velmi drahá

## Použitá hudba
- Volant: 
  - Z východu a severu
  - Vrzly dveře
  - Čarodějka
  - Už je pozdě brečet
- Totální nasazení: 
  - Nazi-Czech
  - Nechceš mi dát pade?
  - Největší z nul
- Houba: 
  - Bomba
  - Je to s náma zlý
- Dukla vozovna: 
  - Ná, ná, ná